# WHL 2021/22
Die WHL-Saison 2021/22 war die 56. Spielzeit der Western Hockey League. Nach zwei stark durch die COVID-19-Pandemie beeinflussten Jahren, in denen die Playoffs jeweils nicht ausgespielt wurden, kehrte man in dieser Saison größtenteils zum regulären Spielbetrieb zurück. Die reguläre Saison begann am 1. Oktober 2021 und endete am 17. April 2022 mit dem Gewinn der Scotty Munro Memorial Trophy als punktbestes Team durch die Winnipeg Ice. Im Anschluss folgten die Playoffs um den Ed Chynoweth Cup, den sich durch einen 4:2-Erfolg gegen die Seattle Thunderbirds die Edmonton Oil Kings sicherten.

## Änderungen
Zwar bestritten wieder alle Mannschaften 68 Partien, jedoch wurde ausschließlich innerhalb der beiden Conferences gespielt, um Reisen und letztlich auch Kontakte zu reduzieren. Darüber hinaus spielten die B. C. Division und die U. S. Division zu Beginn der Saison nur innerhalb ihrer Division, um die zu diesem Zeitpunkt noch hoch regulierten Grenzübertritte zu vermeiden. Im weiteren Verlauf waren dann auch in der Western Conference wieder Partien zwischen den Divisions möglich.
Darüber hinaus wurde der Playoff-Modus abermals geändert, so verließ man das Wild-Card-Format und kehrte zum zuletzt 2014 genutzten Modus zurück. In diesem sind in jeder Conference die beiden Division-Sieger an den Positionen 1 und 2, die anderen sechs Teams nach Punkten in der regulären Saison gesetzt.

## Reguläre Saison

### Platzierungen
Abkürzungen: GP = Spiele, W = Siege, L = Niederlagen, OTL = Niederlage nach Overtime, SOL= Niederlage nach Shootout, GF = Erzielte Tore, GA = Gegentore, Pts = Punkte

Erläuterungen:   = Playoff-Qualifikation,  = Division-Sieger,  = Scotty-Munro-Memorial-Trophy-Gewinner

#### Eastern Conference
|                       | GP | W  | L  | OTL | SOL | GF  | GA  | Pts |
| --------------------- | -- | -- | -- | --- | --- | --- | --- | --- |
| Winnipeg Ice          | 68 | 53 | 10 | 3   | 2   | 317 | 152 | 111 |
| Edmonton Oil Kings    | 68 | 50 | 14 | 3   | 1   | 295 | 182 | 104 |
| Red Deer Rebels       | 68 | 45 | 19 | 2   | 2   | 264 | 188 | 94  |
| Moose Jaw Warriors    | 68 | 37 | 24 | 4   | 3   | 251 | 221 | 81  |
| Saskatoon Blades      | 68 | 38 | 26 | 3   | 1   | 219 | 217 | 80  |
| Brandon Wheat Kings   | 68 | 35 | 28 | 3   | 2   | 218 | 242 | 75  |
| Lethbridge Hurricanes | 68 | 33 | 30 | 4   | 1   | 216 | 238 | 71  |
| Prince Albert Raiders | 68 | 28 | 35 | 4   | 1   | 194 | 225 | 61  |
| Regina Pats           | 68 | 27 | 36 | 3   | 2   | 240 | 277 | 59  |
| Swift Current Broncos | 68 | 26 | 35 | 5   | 2   | 181 | 246 | 59  |
| Calgary Hitmen        | 68 | 25 | 34 | 7   | 2   | 183 | 229 | 59  |
| Medicine Hat Tigers   | 68 | 11 | 53 | 3   | 1   | 154 | 315 | 26  |

#### Western Conference
|                       | GP | W  | L  | OTL | SOL | GF  | GA  | Pts |
| --------------------- | -- | -- | -- | --- | --- | --- | --- | --- |
| Everett Silvertips    | 68 | 45 | 13 | 5   | 5   | 280 | 190 | 100 |
| Kamloops Blazers      | 68 | 48 | 17 | 3   | 0   | 287 | 176 | 99  |
| Portland Winterhawks  | 68 | 47 | 16 | 3   | 2   | 298 | 192 | 99  |
| Seattle Thunderbirds  | 68 | 44 | 18 | 4   | 2   | 271 | 179 | 94  |
| Kelowna Rockets       | 68 | 42 | 20 | 1   | 5   | 250 | 207 | 90  |
| Prince George Cougars | 68 | 24 | 39 | 4   | 1   | 177 | 240 | 53  |
| Spokane Chiefs        | 68 | 24 | 39 | 4   | 1   | 188 | 289 | 53  |
| Vancouver Giants      | 68 | 24 | 39 | 5   | 0   | 185 | 254 | 53  |
| Victoria Royals       | 68 | 23 | 39 | 5   | 1   | 193 | 275 | 52  |
| Tri-City Americans    | 68 | 19 | 43 | 6   | 0   | 179 | 306 | 44  |

### Beste Scorer
Abkürzungen: GP = Spiele, G = Tore, A = Assists, Pts = Punkte, +/− = Plus/Minus, PIM = Strafminuten; Fett: Bestwert
| Spieler         | Team                 | GP | G  | A  | Pts | +/− | PIM |
| --------------- | -------------------- | -- | -- | -- | --- | --- | --- |
| Arshdeep Bains  | Red Deer Rebels      | 68 | 43 | 69 | 112 | +35 | 56  |
| Benjamin King   | Red Deer Rebels      | 68 | 52 | 53 | 105 | +36 | 57  |
| Logan Stankoven | Kamloops Blazers     | 59 | 45 | 59 | 104 | +46 | 16  |
| Connor Bedard   | Regina Pats          | 62 | 51 | 49 | 100 | ±0  | 42  |
| Kyle Crnkovic   | Saskatoon Blades     | 68 | 39 | 55 | 94  | ±0  | 20  |
| Dylan Guenther  | Edmonton Oil Kings   | 59 | 45 | 46 | 91  | +51 | 45  |
| Matthew Savoie  | Winnipeg Ice         | 65 | 35 | 55 | 90  | +54 | 32  |
| Jared Davidson  | Seattle Thunderbirds | 64 | 42 | 47 | 89  | +43 | 68  |
| Cross Hanas     | Portland Winterhawks | 63 | 26 | 60 | 86  | +31 | 73  |
| Alex Swetlikoff | Everett Silvertips   | 68 | 33 | 51 | 84  | +19 | 69  |

### Beste Torhüter
Die kombinierte Tabelle zeigt die jeweils drei besten Torhüter in den Kategorien Gegentorschnitt und Fangquote sowie die jeweils Führenden in den Kategorien Shutouts und Siege.
Abkürzungen: GP = Spiele, Min = Eiszeit (in Minuten), W = Siege, L = Niederlagen, OTL = Overtime/Shootout-Niederlagen, GA = Gegentore, SO = Shutouts, Sv% = gehaltene Schüsse (in %), GAA = Gegentorschnitt; Fett: Bestwert; Sortiert nach Gegentorschnitt. Erfasst werden nur Torhüter mit 1632 absolvierten Spielminuten.
| Spieler         | Team             | GP | Min  | W  | L | OTL | GA  | SO | Sv%  | GAA  |
| --------------- | ---------------- | -- | ---- | -- | - | --- | --- | -- | ---- | ---- |
| Daniel Hauser   | Winnipeg Ice     | 40 | 2344 | 34 | 3 | 1   | 78  | 8  | 91,4 | 2,00 |
| Dylan Garand    | Kamloops Blazers | 45 | 2689 | 34 | 9 | 1   | 97  | 4  | 92,5 | 2,16 |
| Sebastian Cossa | Vancouver Giants | 46 | 2631 | 33 | 9 | 3   | 100 | 6  | 91,3 | 2,28 |
| Taylor Gauthier | Vancouver Giants | 42 | 2406 | 31 | 9 | 0   | 94  | 4  | 92,8 | 2,34 |

## Playoffs

### Playoff-Baum
|  | Conference-Viertelfinale                              | Conference-Viertelfinale | Conference-Viertelfinale |                    | Conference-Halbfinale | Conference-Halbfinale | Conference-Halbfinale |                    |                  | Conference-Finale | Conference-Finale | Conference-Finale |  |  | Ed-Chynoweth-Cup-Finale | Ed-Chynoweth-Cup-Finale | Ed-Chynoweth-Cup-Finale |
|  |                                                       |                          |                          |                    |                       |                       |                       |                    |                  |                   |                   |                   |  |  |                         |                         |                         |
|  | 1                                                     | Winnipeg Ice             | 4                        |                    | 1                     | Winnipeg Ice          | 4                     |                    |                  |                   |                   |                   |  |  |                         |                         |                         |
|  | 8                                                     | Prince Albert Raiders    | 1                        | 4                  | Moose Jaw Warriors    | 1                     |                       |                    |                  |                   |                   |                   |  |  |                         |                         |                         |
|  |                                                       |                          |                          |                    |                       |                       |                       |                    |                  |                   |                   |                   |  |  |                         |                         |                         |
|  | 2                                                     | Edmonton Oil Kings       | 4                        | Eastern Conference | Eastern Conference    | Eastern Conference    |                       |                    |                  |                   |                   |                   |  |  |                         |                         |                         |
|  | 7                                                     | Lethbridge Hurricanes    | 0                        |                    |                       |                       |                       |                    |                  |                   |                   |                   |  |  |                         |                         |                         |
|  | 7                                                     | Lethbridge Hurricanes    | 0                        | 1                  | Winnipeg Ice          | 1                     |                       |                    |                  |                   |                   |                   |  |  |                         |                         |                         |
|  |                                                       |                          |                          | 1                  | Winnipeg Ice          | 1                     |                       |                    |                  |                   |                   |                   |  |  |                         |                         |                         |
|  |                                                       | 2                        | Edmonton Oil Kings       | 4                  |                       |                       |                       |                    |                  |                   |                   |                   |  |  |                         |                         |                         |
|  | 3                                                     | 2                        | Edmonton Oil Kings       | 4                  | Red Deer Rebels       | 4                     |                       |                    |                  |                   |                   |                   |  |  |                         |                         |                         |
|  | 3                                                     |                          |                          |                    | Red Deer Rebels       | 4                     |                       |                    |                  |                   |                   |                   |  |  |                         |                         |                         |
|  | 6                                                     | Brandon Wheat Kings      | 2                        |                    |                       |                       |                       |                    |                  |                   |                   |                   |  |  |                         |                         |                         |
|  |                                                       |                          |                          |                    |                       |                       |                       |                    |                  |                   |                   |                   |  |  |                         |                         |                         |
|  | 4                                                     | Moose Jaw Warriors       | 4                        | 2                  | Edmonton Oil Kings    | 4                     |                       |                    |                  |                   |                   |                   |  |  |                         |                         |                         |
|  | 5                                                     | Saskatoon Blades         | 1                        | 3                  | Red Deer Rebels       | 0                     |                       |                    |                  |                   |                   |                   |  |  |                         |                         |                         |
|  | 5                                                     | Saskatoon Blades         | 1                        | 3                  | Red Deer Rebels       | 0                     | E2                    | Edmonton Oil Kings | 4                |                   |                   |                   |  |  |                         |                         |                         |
|  | (Die Teams werden nach der ersten Runde neu gesetzt.) |                          |                          |                    |                       |                       | E2                    | Edmonton Oil Kings | 4                |                   |                   |                   |  |  |                         |                         |                         |
|  |                                                       | W4                       | Seattle Thunderbirds     | 2                  |                       |                       |                       |                    |                  |                   |                   |                   |  |  |                         |                         |                         |
|  | 1                                                     | W4                       | Seattle Thunderbirds     | 2                  | Everett Silvertips    | 2                     |                       | 2                  | Kamloops Blazers | 4                 |                   |                   |  |  |                         |                         |                         |
|  | 1                                                     |                          |                          |                    | Everett Silvertips    | 2                     |                       | 2                  | Kamloops Blazers | 4                 |                   |                   |  |  |                         |                         |                         |
|  | 8                                                     | Vancouver Giants         | 4                        | 8                  | Vancouver Giants      | 2                     |                       |                    |                  |                   |                   |                   |  |  |                         |                         |                         |
|  |                                                       |                          |                          |                    |                       |                       |                       |                    |                  |                   |                   |                   |  |  |                         |                         |                         |
|  | 2                                                     | Kamloops Blazers         | 4                        |                    |                       |                       |                       |                    |                  |                   |                   |                   |  |  |                         |                         |                         |
|  | 7                                                     | Spokane Chiefs           | 0                        |                    |                       |                       |                       |                    |                  |                   |                   |                   |  |  |                         |                         |                         |
|  | 7                                                     | Spokane Chiefs           | 0                        | 2                  | Kamloops Blazers      | 3                     |                       |                    |                  |                   |                   |                   |  |  |                         |                         |                         |
|  |                                                       |                          |                          | 2                  | Kamloops Blazers      | 3                     |                       |                    |                  |                   |                   |                   |  |  |                         |                         |                         |
|  |                                                       | 4                        | Seattle Thunderbirds     | 4                  |                       |                       |                       |                    |                  |                   |                   |                   |  |  |                         |                         |                         |
|  | 3                                                     | 4                        | Seattle Thunderbirds     | 4                  | Portland Winterhawks  | 4                     |                       |                    |                  |                   |                   |                   |  |  |                         |                         |                         |
|  | 3                                                     |                          |                          |                    | Portland Winterhawks  | 4                     |                       |                    |                  |                   |                   |                   |  |  |                         |                         |                         |
|  | 6                                                     | Prince George Cougars    | 0                        | Western Conference | Western Conference    | Western Conference    |                       |                    |                  |                   |                   |                   |  |  |                         |                         |                         |
|  |                                                       |                          |                          |                    |                       |                       |                       |                    |                  |                   |                   |                   |  |  |                         |                         |                         |
|  | 4                                                     | Seattle Thunderbirds     | 4                        | 3                  | Portland Winterhawks  | 3                     |                       |                    |                  |                   |                   |                   |  |  |                         |                         |                         |
|  | 5                                                     | Kelowna Rockets          | 1                        | 4                  | Seattle Thunderbirds  | 4                     |                       |                    |                  |                   |                   |                   |  |  |                         |                         |                         |

### Ed-Chynoweth-Cup-Sieger
| Ed-Chynoweth-Cup-Sieger Edmonton Oil Kings | Torhüter: Sebastian Cossa, Kolby Hay Verteidiger: Logan Dowhaniuk, Carson Golder, Kaiden Guhle, Carter Kowalyk, Šimon Kubíček, Ethan Peters, Luke Prokop, Braeden Wynne Angreifer: Jakub Demek, Dylan Guenther, Tyler Horstmann, Brendan Kuny, Jalen Luypen, Cole Miller, Jake Neighbours, Dawson Seitz, Carter Souch, Justin Sourdif, John Szabo, Shea Van Olm, Jaxsen Wiebe, Josh Williams Cheftrainer: Brad Lauer |

### Beste Scorer
Abkürzungen: GP = Spiele, G = Tore, A = Assists, Pts = Punkte, +/− = Plus/Minus, PIM = Strafminuten; Fett: Bestwert
| Spieler          | Team                 | GP | G  | A  | Pts | +/− | PIM |
| ---------------- | -------------------- | -- | -- | -- | --- | --- | --- |
| Logan Stankoven  | Kamloops Blazers     | 17 | 17 | 14 | 31  | +12 | 8   |
| Jared Davidson   | Seattle Thunderbirds | 25 | 13 | 16 | 29  | −2  | 10  |
| Lukas Svejkovsky | Seattle Thunderbirds | 24 | 11 | 17 | 28  | +4  | 10  |
| Zach Benson      | Winnipeg Ice         | 15 | 9  | 14 | 23  | +9  | 10  |
| Luke Toporowski  | Kamloops Blazers     | 16 | 9  | 14 | 23  | +9  | 24  |
| Zack Ostapchuk   | Vancouver Giants     | 12 | 7  | 16 | 23  | +6  | 4   |
| Dylan Guenther   | Edmonton Oil Kings   | 16 | 13 | 8  | 21  | +12 | 10  |
| Carter Souch     | Edmonton Oil Kings   | 19 | 12 | 9  | 21  | +15 | 12  |
| Connor McClennon | Winnipeg Ice         | 15 | 8  | 13 | 21  | −1  | 16  |
| Reid Schaefer    | Seattle Thunderbirds | 25 | 6  | 15 | 21  | +1  | 32  |

Fabian Lysell von den Vancouver Giants verzeichnete ebenfalls 17 Assists.

### Beste Torhüter
Die kombinierte Tabelle zeigt die jeweils drei besten Torhüter in den Kategorien Gegentorschnitt und Fangquote sowie die jeweils Führenden in den Kategorien Shutouts und Siege.
Abkürzungen: GP = Spiele, Min = Eiszeit (in Minuten), W = Siege, L = Niederlagen, OTL = Overtime/Shootout-Niederlagen, GA = Gegentore, SO = Shutouts, Sv% = gehaltene Schüsse (in %), GAA = Gegentorschnitt; Fett: Bestwert; Sortiert nach Gegentorschnitt. Erfasst werden nur Torhüter mit 240 absolvierten Spielminuten.
| Spieler         | Team                 | GP | Min  | W  | L | OTL | GA | SO | Sv%  | GAA  |
| --------------- | -------------------- | -- | ---- | -- | - | --- | -- | -- | ---- | ---- |
| Taylor Gauthier | Portland Winterhawks | 11 | 656  | 7  | 4 | 0   | 21 | 1  | 93,7 | 1,92 |
| Dylan Garand    | Kamloops Blazers     | 17 | 1029 | 11 | 5 | 1   | 33 | 3  | 93,3 | 1,92 |
| Sebastian Cossa | Edmonton Oil Kings   | 19 | 1150 | 16 | 3 | 0   | 37 | 5  | 91,9 | 1,93 |
| Thomas Milic    | Seattle Thunderbirds | 25 | 1523 | 14 | 9 | 2   | 58 | 2  | 92,5 | 2,29 |

## Auszeichnungen

### All-Star-Teams
Nachdem im Vorjahr bereits ein All-Star-Team pro Division statt pro Conference gekürt wurde, wählte man in dieser Saison sogar zwei All-Star-Teams je Division.
| First All-Star-Team |                                                |
| Angriff:            | Connor Bedard – Kyle Crnkovic – Matthew Savoie |
| Verteidigung:       | Carson Lambos – Denton Mateychuk               |
| Tor:                | Daniel Hauser                                  |

| Second All-Star-Team |                                              |
| Angriff:             | Jagger Firkus – Ridly Greig – Tristen Robins |
| Verteidigung:        | Ryker Evans – Chad Nychuk                    |
| Tor:                 | Carl Tetachuk                                |

| First All-Star-Team |                                                 |
| Angriff:            | Arshdeep Bains – Dylan Guenther – Benjamin King |
| Verteidigung:       | Kaiden Guhle – Christoffer Sedoff               |
| Tor:                | Sebastian Cossa                                 |

| Second All-Star-Team |                                                       |
| Angriff:             | Riley Fiddler-Schultz – Justin Hall – Jake Neighbours |
| Verteidigung:        | Šimon Kubíček – Owen Pickering                        |
| Tor:                 | Isaac Poulter                                         |

| First All-Star-Team |                                              |
| Angriff:            | Colton Dach – Bailey Peach – Logan Stankoven |
| Verteidigung:       | Gannon Laroque – Jake Lee                    |
| Tor:                | Dylan Garand                                 |

| Second All-Star-Team |                                             |
| Angriff:             | Tarun Fizer – Pavel Novák – Luke Toporowski |
| Verteidigung:        | Ethan Samson – Quinn Schmiemann             |
| Tor:                 | Talyn Boyko                                 |

| First All-Star-Team |                                                   |
| Angriff:            | Jackson Berezowski – Jared Davidson – Cross Hanas |
| Verteidigung:       | Clay Hanus – Olen Zellweger                       |
| Tor:                | Taylor Gauthier                                   |

| Second All-Star-Team |                                              |
| Angriff:             | Bear Hughes – Tyson Kozak – Lukas Svejkovsky |
| Verteidigung:        | Kevin Korchinski – Ronan Seeley              |
| Tor:                 | Thomas Milic                                 |

### Vergebene Trophäen
| Auszeichnung                      | Auszeichnung                 | Team               |
| --------------------------------- | ---------------------------- | ------------------ |
| Ed Chynoweth Cup                  | Ed Chynoweth Cup             | Edmonton Oil Kings |
| Scotty Munro Memorial Trophy      | Scotty Munro Memorial Trophy | Winnipeg Ice       |
| Auszeichnung                      | Spieler                      | Team               |
| Four Broncos Memorial Trophy      | Logan Stankoven              | Kamloops Blazers   |
| Bob Clarke Trophy                 | Arshdeep Bains               | Red Deer Rebels    |
| Bill Hunter Memorial Trophy       | Olen Zellweger               | Everett Silvertips |
| Jim Piggott Memorial Trophy       | Brayden Yager                | Moose Jaw Warriors |
| Del Wilson Trophy                 | Dylan Garand                 | Kamloops Blazers   |
| WHL Plus-Minus Award              | Nolan Orzeck                 | Winnipeg Ice       |
| Brad Hornung Trophy               | Logan Stankoven              | Kamloops Blazers   |
| Daryl K. (Doc) Seaman Trophy      | Connor Levis                 | Kamloops Blazers   |
| Dunc McCallum Memorial Trophy     | James Patrick                | Winnipeg Ice       |
| Lloyd Saunders Memorial Trophy    | Matt Cockell                 | Winnipeg Ice       |
| Doug Wickenheiser Memorial Trophy | Luke Prokop                  | Edmonton Oil Kings |
| WHL Playoff MVP                   | Kaiden Guhle                 | Edmonton Oil Kings |